# Rostratula
Rostratula – rodzaj ptaków z rodziny złotosłonek (Rostratulidae).

## Zasięg występowania
Rodzaj obejmuje gatunki występujące w Afryce (Egipt, Mauretania, Senegal, Gambia, Gwinea Bissau, Gwinea, Sierra Leone, Liberia, Wybrzeże Kości Słoniowej, Mali, Burkina Faso, Ghana, Togo, Benin, Niger, Nigeria, Kamerun, Czad, Sudan, Erytrea, Dżibuti, Somalia, Etiopia, Sudan Południowy, Republika Środkowoafrykańska, Gwinea Równikowa, Kongo, Demokratyczna Republika Konga, Rwanda, Burundi, Uganda, Kenia, Tanzania, Malawi, Zambia, Angola, Namibia, Botswana, Zimbabwe, Mozambik, Eswatini, Lesotho i Południowa Afryka), Azji (Chińska Republika Ludowa (włącznie z Hajnanem), Republika Chińska, Afganistan, Pakistan, Indie, Sri Lanka, Nepal, Bhutan, Bangladesz, Mjanma, Laos, Wietnam, Kambodża, Tajlandia, Malezja, Singapur, Japonia, Filipiny, Brunei i Indonezja) i Australii.

## Morfologia
Długość ciała 23–30 cm, rozpiętość skrzydeł 50–55 cm; masa ciała około 90–200 g.

## Systematyka

### Etymologia
- Rostratula: zdrobnienie łac. rostratus „mający dziób, wielkodzioby”, od rostrum „dziób”[5].
- Rhynchaea: gr. ῥυγχαινα rhunkhaina „z dużym nosem”, od ῥυγχος rhunkhos „nos, dziób”[6]. Gatunek typowy: Scolopax capensis Linnaeus, 1766 (= Rallus benghalensis Linnaeus, 1758).

### Podział systematyczny
Do rodzaju należą następujące gatunki:
- Rostratula benghalensis (Linnaeus, 1758) – złotosłonka bengalska
- Rostratula australis (Gould, 1838) – złotosłonka australijska – takson wyodrębniony ostatnio z R. benghalensis[8][9]